# Шимаров, Артур Валерьевич
Арту́р Вале́рьевич Шима́ров (род. 2 марта 1989, Тверь, РСФСР, СССР) — российский хоккеист. Защитник сборной России по сурдохоккею. Чемпион зимних Сурдлимпийских игр (2015), заслуженный мастер спорта России. Победитель и призёр чемпионатов России по хоккею с шайбой (спорт глухих).
Член сурдлимпийской сборной команды России с 2012 года. Тренируется в ГУТО СЛК «Триумф».
В 2013 году окончил факультет физической культуры Тверского государственного университета.

## Награды и спортивные звания
- Почётная грамота Президента Российской Федерации (8 апреля 2015 года) — за выдающийся вклад в повышение авторитета Российской Федерации и российского спорта на международном уровне и высокие спортивные достижения на XVIII Сурдлимпийских зимних играх 2015 года[3].
- Знак Губернатора Тверской области «Во благо земли Тверской» (14 апреля 2015 года)[4]
- Заслуженный мастер спорта России (2015)[5].